# Suore missionarie della Consolata
Le Suore missionarie della Consolata sono un istituto religioso femminile di diritto pontificio: i membri di questa congregazione pospongono al loro nome la sigla I.S.M.C.

## Storia

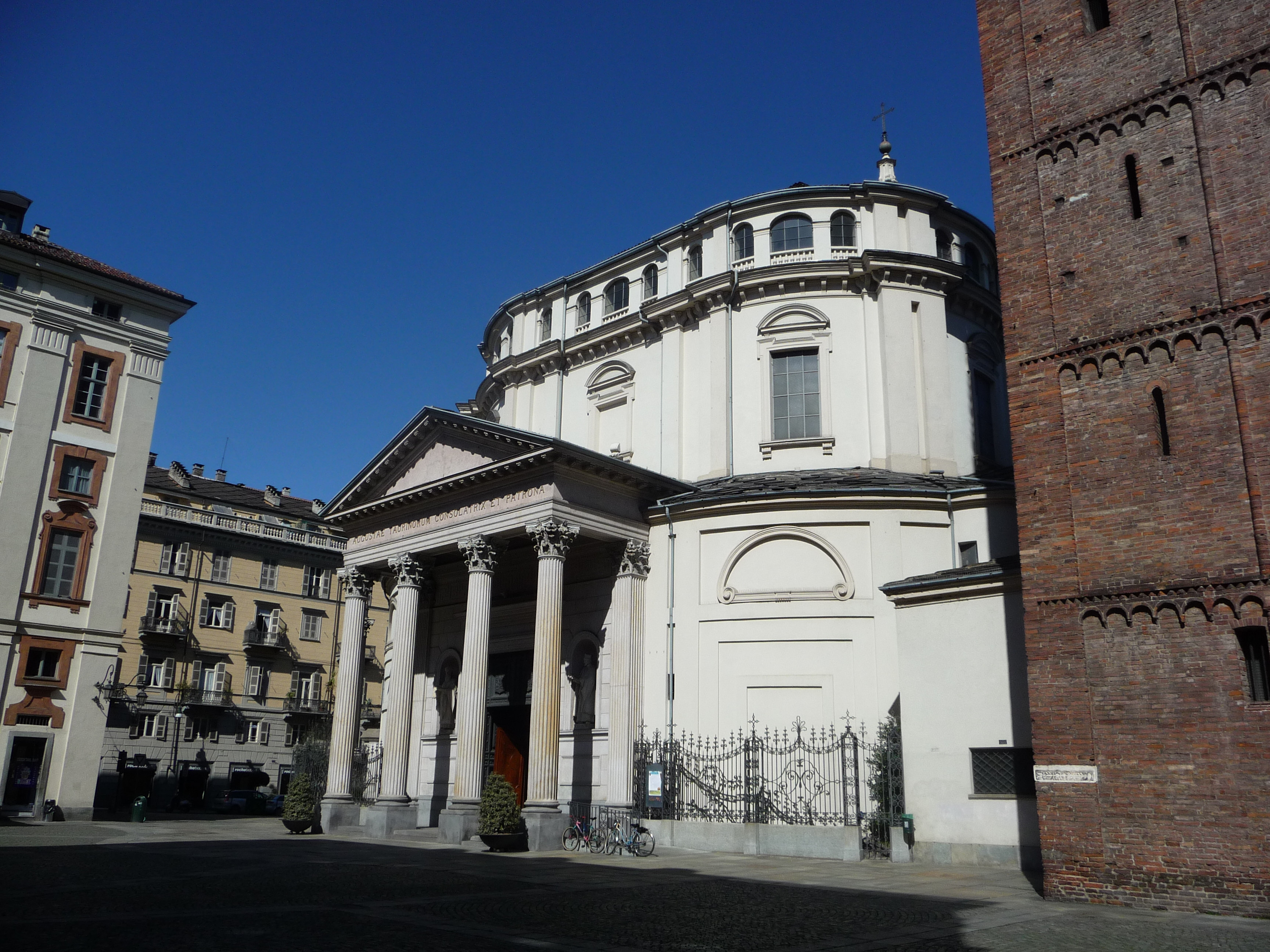
Il santuario della Consolata a Torino

La congregazione venne fondata a Torino il 29 gennaio 1910 dal canonico Giuseppe Allamano (1851-1926) con l'aiuto del canonico Giacomo Camisassa (1854-1922) come ramo femminile dell'Istituto missioni Consolata: le sue costituzioni vennero approvate dal cardinale Agostino Richelmy, arcivescovo di Torino, il 26 maggio 1913.
Durante la guerra le religiose lasciarono l'apostolato missionario per servire come infermiere negli ospedali militari italiani.
L'istituto divenne di diritto pontificio il 15 maggio 1930 e venne sottoposto alla Congregazione di Propaganda fide; ricevette l'approvazione definitiva della Santa Sede il 29 gennaio 1960.
Allamano è stato beatificato da papa Giovanni Paolo II il 7 ottobre 1990.
Sono state pure beatificate due suore: Irene Stefani, missionaria in Kenya e Leonella Sgorbati, missionaria martire in Somalia.

## Attività e diffusione
Le missionarie della Consolata si dedicano all'apostolato missionario.
Sono presenti in Africa (Etiopia, Gibuti, Guinea-Bissau, Kenya, Liberia, Libia, Mozambico, Somalia, Tanzania), nelle Americhe (Argentina, Brasile, Bolivia, Colombia, Stati Uniti d'America, Venezuela), in Europa (Italia, Portogallo, Regno Unito, Spagna, Svizzera) e in Mongolia: la sede generalizia è a Nepi.
Al 31 dicembre 2008 l'istituto contava 762 religiose in 128 case.